# Avion
Avion é uma comuna no departamento de Passo de Calais, norte da França.

## Geografia
Avion foi antigamente uma grande extratora de carvão mineral, com pequena produção agrícola, situada a cerca de 2 km ao sul de Lens, na junção das rodovias N17, D40 e D55.

## População
| 2 0781                                                           | 2 2422 | 2 2894 | 2 1023 | 1 8534 | 1 8298 | 1 7932 |
| Contagem do censo iniciada em 1962: População sem dupla contagem |        |        |        |        |        |        |

## Locais de interesse
- A igreja de Santo Elígio, reconstruída, assim como quase toda a cidade, após a Primeira Guerra Mundial.
- A moderna igreja de São Denis.
- O memorial de guerra.
- O cemitério da Commonwealth War Graves Commission.